# Rediseño
Un rediseño, lavado de cara, restyling (en italiano) o facelift (en inglés) son los términos utilizados en la industria automotriz para denominar los trabajos de actualización de un automóvil, camión o autobús durante su ciclo de producción.
Esta actualización suele centrarse principalmente en la carrocería y en su estilo. Aunque también pueden incluir, en grados altamente variables, chapa metálica nueva, interior, elementos de diseño e incluso cambios mecánicos.
Un rediseño conserva el estilo básico y la plataforma del automóvil, con alteraciones estéticas, como por ejemplo, cambios en el panel frontal (parrilla, faros), luces traseras, parachoques, salpicadero y consola central, y varios accesorios de acabado interior o de la carrocería. Los cambios mecánicos pueden o no coincidir simultáneamente con el lavado de cara (como por ejemplo, cambios en el motor, suspensión o transmisión).
Un caso extremo pero distinto es la ingeniería de marcas, proceso mediante el que se dota al mismo vehículo de distintas identidades de marca, modificando mínimamente su aspecto exterior y los emblemas que lo identifican como de un fabricante o de otro.

## Historia

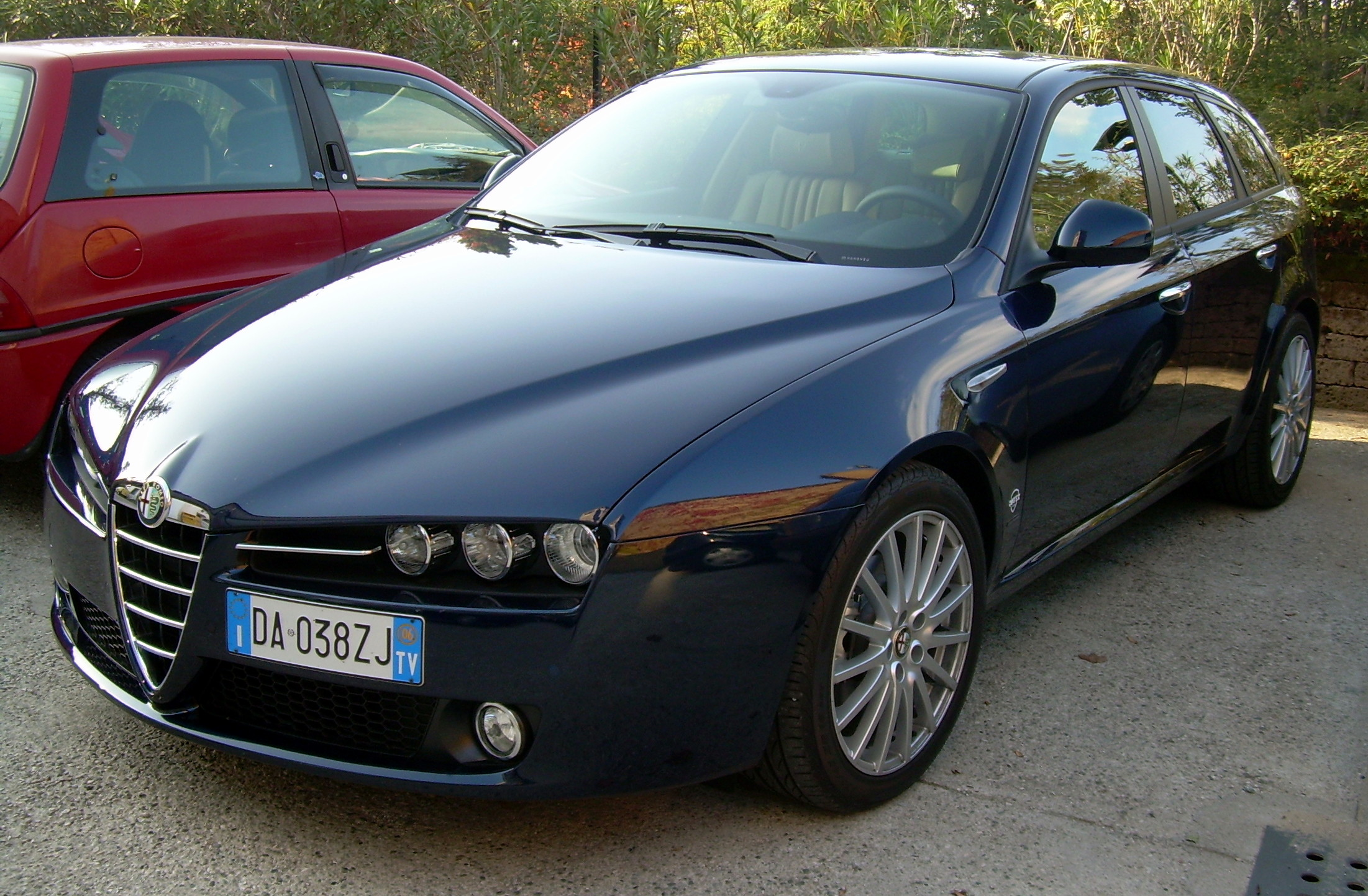
Alfa Romeo 159, que en el 2008 se ha visto afectado por una gran actualización de la plataforma pero sin recibir ningún cambio cosmético

El rediseño ha sido una estrategia que se ha utilizado desde que nació el automóvil de serie, pero la forma en que se aplica y los motivos por los que se utiliza han cambiado mucho con el paso del tiempo. Inicialmente fue una estrategia utilizada para actualizar o mejorar los modelos, con el fin de solucionar los diversos problemas o defectos que se iban detectando: los coches que nacían con un aspecto demasiado espartano (como, por ejemplo, el Fiat 500 de 1957) se embellecieron progresivamente con cromados o con interiores de distintos materiales de tapicería, estructura o acolchado. También se reemplazaban componentes, mecánicos o de otro tipo, que eran inadecuados o poco fiables. Hoy en día, las estrategias para actualizar o rejuvenecer un automóvil se han mantenido casi iguales, pero la razón y la forma en que se aplican ha cambiado. A menudo, en los automóviles modernos, el rediseño de un automóvil se limita al nivel estético, y no tiene como objetivo mejorar el producto o adaptarlo al mercado, sino simplemente mantenerlo atractivo y competitivo de cara a sus potenciales clientes. Hay casos raros en los que también se modifica la estructura real del vehículo, aunque generalmente un restyling estético suele ir acompañado de la introducción de nuevos motores y accesorios. Sin embargo, se han dado casos de coches actualizados a nivel de chasis y con pocos o nulos cambios estéticos, como el Alfa Romeo 159, cuya estructura se rediseñó por completo en 2008, sustituyendo partes de la plataforma por otras de acero más resistentes pero de menor grosor y en consecuencia, más ligeras. En este caso, el coche no fue modificado estéticamente. Sin embargo, hay que añadir que incluso una actualización estética puede requerir importantes trabajos de rediseño: por ejemplo, en el caso del Grande Punto que dio lugar al nacimiento del Fiat Punto Evo, se debieron rediseñar los faros, los paragolpes y la carcasa interior.
La mercadotecnia y los anuncios, sin embargo, crean mucha confusión, siempre acuñando nuevos términos y haciendo pasar automóviles rediseñados como modelos completamente nuevos. El mundo automotriz está cada vez más invadido por términos comerciales como Model Year o nuevo generación  pero que en el fondo no presentan un modelo de coche realmente nuevo, sino que se trata de reinterpretaciones sobre todo estéticas, acompañadas en ocasiones de la actualización de motorizaciones y de homologaciones en cuanto a consumos. Un ejemplo sorprendente y reciente de coches vendidos como nuevos modelos pero esencialmente rediseños de coches existentes son algunos modelos de Volkswagen: el Volkswagen Golf VI del 2008 (aunque vendido como un modelo nuevo, se trata de un profundo rediseño del Volkswagen Golf V del 2003) y el Volkswagen Passat del 2010, un rediseño del modelo de 2005.

## Terminología relacionada
Tanto los propios fabricantes de automóviles como la prensa especializada, con cierta lógica, utilizan diferentes términos para describir la modificación estética de un automóvil:

### Estiramiento facialolavado de cara
Una intervención ligera sobre el estilo de un modelo, es decir, en la que se cambian detalles estéticos muy pequeños, se denomina estiramiento facial o también de forma coloquial lavado de cara y, a menudo, consiste en medidas casi imperceptibles. El término inglés facelift hace referencia a una intervención de rejuvenecimiento facial, una modificación que no cambia el aspecto general de un coche, sino que, como la práctica quirúrgica, solo lo rejuvenece. Por ejemplo, en la primera generación del Toyota Yaris se introdujo una actualización consistente en un pequeño cambio, modificándose ligeramente la forma de los faros y de la zona del paragolpes. Un caso llamativo de un lavado de cara es el que afectó al Lancia Ypsilon del 2003, que en el 2006 recibió cambios estéticos realmente casi imperceptibles. Por otro lado, en el Fiat Punto Classic el cambio consistió únicamente en la inserción de algunos elementos cromados, una parrilla plateada y el cambio del nombre de Punto a Punto Classic (2007), mientras que el rediseño real fue realizado en el año 2003, cuando en el modelo de 1999 se modificaron los grupos ópticos, se introdujeron cambios significativos en la mecánica incluidos nuevos motores, y se mejoró el interior con elementos de seguridad mejorados de serie.

### Año del modelo
El término año del modelo (Model Year en inglés, también abreviado como MY), es utilizado principalmente en los Estados Unidos, aunque ha comenzado a extenderse también en Europa. Significa literalmente "modelo de un año dado" e indica el año para el que se concibió el modelo, que no necesariamente coincide con el año de producción ni con el de comercialización.
Su utilización surgió espontáneamente como resultado de dos políticas comerciales especialmente asentadas entre los fabricantes estadounidenses a partir de la década de 1950: por un lado, mantener a lo largo de muchos años en diseños sucesivos (en ocasiones, muy distintos entre sí) el mismo nombre de un modelo de gran éxito comercial (como por ejemplo, el Mustang de Ford o el Corvette y el Camaro de General Motors); y por otro lado, la agotadora estrategia de los grandes fabricantes de Detroit de lanzar una nueva gama de vehículos completa prácticamente cada año. Esta permanente metamorfosis de diversos modelos que conservaban el nombre pese a ser en ocasiones muy distintos, hizo que una forma práctica de distinguirlos fuese acompañar al nombre del modelo con el numeral del año en el que había sido lanzado. En Europa, donde el ritmo de lanzamiento de vehículos era más pausado, lo habitual era dar un nuevo nombre a cada nuevo modelo, que solía mantenerse con una configuración muy similar hasta que dejaba de fabricarse. Sin embargo, quizás por influencia de las marcas norteamericanas, muchos fabricantes europeos y japoneses adoptaron la costumbre de mantener el mismo nombre para vehículos sucesivos.    
Como ya se ha señalado, el año del modelo no siempre coincide con el año de fabricación o con el de la venta del vehículo. Especialmente en América, los vehículos pueden incluso ser producidos y matriculados en el tercer trimestre del año anterior al MY declarado, y este lapso de tiempo se justifica porque los fabricantes quieren evitar imprevistos que puedan retrasar la disponibilidad real del modelo en el momento del debut oficial, y por lo tanto, las producciones a menudo se inician con mucha antelación, aunque sin ser anunciadas. Desafortunadamente, esta estrategia también ha sido utilizada de forma completamente injustificada por la mercadotecnia, especialmente en Europa, donde las actualizaciones de los modelos existentes, que a menudo no son rediseños ni tan siquiera lavados de cara, se convierten en simples operaciones publicitarias o de ventas (nuevos colores o nuevos accesorios), de forma que algunos coches son vendidos como parte del modelo del año siguiente incluso desde el verano del año anterior, sin una explicación lógica real. Sin embargo, en los casos en que el término se usa correctamente, permite identificar el año para el que el modelo fue proyectado. Por ejemplo, el Dodge Dart es un coche concebido y diseñado para el año 2013, y aunque ya se había anunciado su venta en el segundo trimestre de 2012, el año del modelo sigue siendo 2013. El término ahora se usa cada vez más comercialmente también como sinónimo de "nueva gama" de un modelo específico (nuevos accesorios, nuevos motores o nuevo estilismo).

### SeriesyGeneraciones
Por lo tanto, un rediseño o un lavado de cara pueden suponer la aparición de una nueva generación de un modelo en particular. Incluso una nueva serie, o un modelo completamente nuevo, pueden identificar una nueva generación, por lo que no deben confundirse los distintos nombres.
Si el período de tiempo determinado por un modelo definido o su rediseño se identifica por lo tanto con una generación, con "nueva serie" se identifica un modelo completamente nuevo que, en comparación con el anterior, solo lleva el nombre y, en ocasiones, alguna referencia estilística que recuerda al modelo de la serie anterior. Pero incluso en este caso, el perfil del vehículo se rediseña ad hoc. Por lo tanto, una nueva serie de un modelo es definitivamente una nueva generación del mismo.
A continuación se muestra un ejemplo gráfico para comprender mejor esta diferencia: